# Рене Коті
Рене Жюль Густав Коті (фр. René Coty фр. вимова: [ʁəne kɔti]; * 22 березня 1882 — † 22 листопада 1962) — французький політик, президент Франції з 1954 по 1959 рік. Він був другим і останнім президентом Четвертої французької республіки.

## Біографія
Рене Коті народився в Гаврі і навчався в Університеті Кана, який він закінчив у 1902 році, здобувши ступінь у галузі права та філософії. Він працював адвокатом у своєму рідному місті та спеціалізувався в галузі морського і комерційного права.
В 1907 році Коті був обраний до районної ради як член Радикальної партії. Наступного року його обрали до комунальної ради Гавра від групи лівих республіканців.
З початком Першої світової війни Коті пішов добровольцем до армії, приєднавшись до 129-го піхотного полку. Він брав участь у битві при Вердені. 1923 року Коті став членом Палати депутатів, змінивши Жюля Зігфріда. 1936 року Коті був обраний до Сенату. Він був одним з французьких парламентаріїв, які 10 липня 1940 року, проголосували за надання надзвичайних повноважень Філіппу Петену, внаслідок чого за нацистської підтримки був сформований уряд Віші. Коті залишався відносно неактивним під час Другої світової війни, після її закінчення — реабілітований.
Він був членом Установчих національних зборів з 1944 по 1946 року, очолюючи праву Республіканську незалежну групу, яка пізніше увійшла до складу Національного центру незалежних і селян. Коті був обраний до Національних зборів в 1946 році, а з листопада 1947 по вересень 1948 року він займав пост міністра реконструкції та міського планування в урядах Робера Шумана і Андре Марі. Став членом Ради Республіки у листопаді 1948 року і був віцепрезидентом ради з 1952 року.
Коті балотувався на пост президента в 1953 році, хоча його перемога вважалася малоймовірною. Після відмови від подальшої участі у виборах іншого ключового кандидата від правих, Луї Жакино, Коті було врешті обрано в тринадцятому голосуванні 23 грудня 1953 року. Він отримав 477 голосів проти 329 голосів у кандидата від соціалістів.
Як президент республіки, Коті був навіть менш активним у намаганні впливати на політику, ніж його попередник. Його президентство було ускладнене політичною нестабільністю Четвертої республіки і алжирським питанням. З поглибленням кризи в 1958 році, 29 травня того ж року, Коті запропонував  герою Другої світової війни Шарлю де Голлю стати останнім прем'єр-міністр Четвертої республіки. Президент погрожував піти у відставку, якщо призначення де Голля не буде затверджене Національними зборами.
Де Голль розробив нову конституцію, і 28 вересня відбувся референдум, на якому 79,2 % проголосували за її підтримку, що призвело до створення П'ятої республіки. Де Голля обрали президентом нової республіки. Коті став членом Конституційної ради з 1959 року аж до своєї смерті в 1962 році.